# Latin dance (nummer)
Latin dance is de debuutsingle van de latin rock-band Massada. Het lied werd in 1978 opgenomen in de Telstar geluidsstudio in Weert en is geschreven door percussionist Zeth Mustamu, de latere predikant van Molukse Evangelische Kerk.
De B-kant Sageru is geschreven door de gehele band en werd in 1980 een hit als live-uitvoering. Beide nummers zijn te beluisteren op het Santana-achtige debuutalbum Astaganaga en maken nog steeds deel uit van het live-repertoire.

## Hitnotering

### Nederlandse Top 40
| Positie: | 29 | 24 | 19 | 15 | 15 | 16 | 25 | 34 | uit |

### NederlandseMega Top 50
| Positie: | 33 | 21 | 22 | 21 | 17 | 23 | 36 | 50 | uit |

De Belgische BRT Top 30 en de Vlaamse Ultratop 30 werden niet bereikt.

### NPO Radio 2 Top 2000
Latin dance stond alleen in 2000 in de NPO Radio 2 Top 2000, op plek 1678.